# Stöppel
Stöppel ist ein Ortsteil von Lennestadt im Kreis Olpe und liegt an einer schmalen Straße, die von Langenei (an der Bundesstraße 236 im Lennetal gelegen) über einen Höhenzug nach Halberbracht führt.
Nach einer neueren Untersuchung der Ortsnamen des Kreises Olpe reichen die Belege mit früheren Hinweisen auf den Ort lediglich zurück bis in das 15. Jahrhundert (1467: Kothen Gut zu Stopel, 1635: Stoppel, 1642: Jurgen Blecker von der Stuppel, 1655/57: Hennecke auff der Stuppel u. a.). Denkbare Deutungen des Ortsnamens könnten u. a. an das mittelniederdeutsche „stop“ für „Trinkbecher“ anknüpfen und damit eine bildliche Bezeichnung eines Hügels darstellen. Schließlich wäre eine Anknüpfung an das altsächsische „stopian“ für „anstürmen“ zu erwägen und damit eine Beziehung zu einem „schnell fließenden“ Bach. Eine sichere Deutung des Ortsnamens ist nach Flöer mangels hinreichender Kriterien nicht möglich.
Der kleine Ort ist landwirtschaftlich geprägt und liegt in einer waldreichen Gegend an einer Anhöhe. Ende Juni 2018 zählte Stöppel 15 Einwohner. Ein größerer landwirtschaftlicher Betrieb befasst sich mit der Nutzung von Windenergie.